# Arachnomyces minimus
Arachnomyces minimus är en svampart som beskrevs av Malloch & Cain 1970. Arachnomyces minimus ingår i släktet Arachnomyces och familjen Arachnomycetaceae.   Inga underarter finns listade i Catalogue of Life.